# Guiné-Bissau nos Jogos Olímpicos de Verão da Juventude de 2018
Guiné-Bissau participou dos Jogos Olímpicos de Verão da Juventude de 2018, realizados em Buenos Aires, na Argentina.

## Desempenho

### Atletismo
| Evento        | Atleta        | Qualificação 1 | Qualificação 1 | Qualificação 2 | Qualificação 2 | Total     | Total   |
| Evento        | Atleta        | Resultado      | Posição        | Resultado      | Posição        | Resultado | Posição |
| ------------- | ------------- | -------------- | -------------- | -------------- | -------------- | --------- | ------- |
| 100m feminino | Famata Darame | 14.02          | 32             | 13.81          | 34             | 27.83     | 32      |

### Judô
| Evento             | Atleta         | 1ª rodada                 | Repescagem                   | Oitavas     | Quartas     | Semifinais  | Final       | Pos. final  |
| ------------------ | -------------- | ------------------------- | ---------------------------- | ----------- | ----------- | ----------- | ----------- | ----------- |
| Até 55kg masculino | Euclides Lopes | AUT Daniel Leutgeb P 0–10 | FRA Valadier Picard P 0s1–10 | Não avançou | Não avançou | Não avançou | Não avançou | Não avançou |

Legenda
| Recorde mundial      | Recorde mundial (World record)               |                       | Recorde africano                      | Recorde africano (African) |                                           | Q | Classificado por posição (Qualified) |
| Recorde olímpico     | Recorde olímpico (Olympic record)            | Recorde da América    | Recorde da América (Americas)         | q                          | Classificado por melhor tempo (Qualified) |   |                                      |
| Melhor marca do ano  | Melhor marca do ano (World leading)          | Recorde asiático      | Recorde asiático (Asian)              | DNS                        | Não largou (Did not start)                |   |                                      |
| Recorde nacional     | Recorde nacional (National record)           | Recorde europeu       | Recorde europeu (European)            | DNF                        | Não terminou (Did not finish)             |   |                                      |
| Recorde pessoal      | Recorde pessoal do atleta (Personal best)    | Recorde da Oceania    | Recorde da Oceania (Oceania)          | DSQ / DQ                   | Desclassificado (Disqualified)            |   |                                      |
| Recorde da temporada | Recorde da temporada do atleta (Season best) | Recorde sul-americano | Recorde sul-americano (South America) | NM                         | Sem marca (No mark)                       |   |                                      |